# 大吴哥县
大吴哥县，一译吴哥通县，是柬埔寨暹粒省下辖的一个县。该县位于柬埔寨的西北。
这里有古代柬埔寨首都吴哥城的遗址。世界遗产吴哥窟就位于这个县境内。